# 游宜群
游宜群（Martino Yu，1977年—），字鶴群，台灣畫家、假聲男高音演唱家。擅長書法與水墨畫，2011年與周文彬共同獲得第22屆《金曲獎》最佳演唱獎。

## 生平
游宜群出生於桃園。畢業於臺北市立中正高級中學後，陸續就讀國立臺北藝術大學美術系（學士）、臺灣師範大學美術研究所（中國書畫碩士），以及台灣科技大學設計研究所博士班。1998年，在西班牙聖地牙哥大學研習早期音樂演唱。2008年獲得義大利Soriano聲樂文憑。

## 繪畫風格
深受野獸派的狂熱色彩與孟克描繪人生無常主題的啟迪，游宜群創作靈感與動機多半來自現實生活；以西方的繪畫理論作為創作依據，並真實展現自我的內心世界。水墨畫方面游宜群希冀「尊古出新」，意即從古人的創作智慧中融合現代的思維與創意，讓源遠流長的國粹藝術與當代接軌。

## 藝術經歷
台北市長官邸藝文沙龍、警察專科學校、景文科技大學視傳系、華梵大學視傳系、台灣科技大學工商業設計系、聖約翰科技大學數位文藝系助理教授、中國科技大學數位多媒體設計系、中華科技大學文創與數位多媒體系助理教授、現任 財團法人嘉祿陶藝文教基金會 董事。
- 1994   台北市國語文競賽書法類第一名
- 1998   黃君璧國畫獎學金
- 2008   台灣新衫圖騰設計比賽獲獎

## 作品
- 《圓滿‧華系列 創作個展》, 60cm x 60cm, 壓克力 畫布, 2011 （页面存档备份，存于）
- 《圓滿‧華系列 創作個展》, 40cm x 40cm, 壓克力 畫布, 2011
- 《圓滿‧華系列 創作個展》35cm x35cm, No.32 行書 洒金紙本 鏡框, 2008 （页面存档备份，存于）
- 《視覺化系列--俯》,140cm x140cm, 紙本設色 蕙風堂 1995樟皮紙 單宣, 2003 （页面存档备份，存于）

## 展覽
- 1997   關渡藝術季-國際紙上作品邀請展; 爵士藝廊-攝影聯展
- 2003   桃園縣立文化中心-九九書會聯展; 南山藝廊-創作個展; 師大藝廊-「尊古出新」個展
- 2004   桃園市立圖書館-九九書會聯展
- 2005   台北市長官邸藝文沙龍新光集團藝術活動-「燈塔守」水墨個展;基礎造形與環境視覺設計國際學術研討會-「方形與弧形的交互作用」作品發表
- 2006   景文科技大學藝文中心-啟用邀請個展; 韓國基礎造形學會(Korean Society of Basic Design & Art)-國際作品展
- 2007   陽信銀行長安西路分行-開幕啟用畫作個展
- 2008  「Asia Network Beyond Design」亞洲聯盟超越設計展，天津、札幌、首爾、台灣展區四地國際作品展出-台灣代表;中興保全文教基金會-「飛天行者」水墨書法個展
- 2009   台北市長官邸藝文沙龍-「看識凡華」書法創作個展;南投靈山禪寺正觀學處-「空山靈雨」藝術家聯展; 聖約翰科技大學數位藝文中心開幕-游宜群書畫個展
- 2011   《圓滿．華》創作個展：2011年12月27日至2012年1月15日於台中紅野畫廊及台北NYCC (紐約文創事務所“SOHO小沙龍”)同步展出
- 2012  Art Taipei 紅野畫廊，佛經入畫。世貿一館
- 2012  藝變者遊行聯展，關渡美術館
- 2014  歸真，游宜群個展，尚畫廊
- 2015  Art Taipei 尚畫廊，翻滾發、現代水墨。世貿一館
- 2018  返璞歸真 游宜群書法、陳沛逸印鈕聯展。蕙風堂藝廊
- 2019  觀自在, 游宜群個展, 梅門-明茶闇坊

## 典藏
- 2003   文建會92年青年繪畫作品，國立歷史博物館典藏
- 2006   「景文山水」景文科技大學圖書館收藏
- 2007   台灣美術館典藏，簽署重要館藏授權
- 2012   關渡美術館典藏

## 音樂學經歷
國外展演與國家級音樂廳展演：
- 2008   義大利Soriano Camino古城聲樂研究及受邀演出，義大利
- 2008   郭德堡變奏曲‧台灣絃樂團合作巴洛克歌劇詠歎調獨唱，國家音樂廳大廳
- 2008   呂泉生教授追思音樂會擔任獨唱（與 許景淳 金曲歌后獎 同台）
- 2009   鋼琴與人聲(獨唱)，台北市長官邸藝文沙龍音樂會，台北市長官邸藝文沙龍
- 2010   復活節音樂會 十架七言 和韻合唱團，新舞台

國內音樂展演：                                                 
- 1998   台北國際合唱音樂節，國家音樂廳
- 2002   台北縣教育會，教師節表揚 演唱
- 2003   唐‧吉柯德狂想曲，清大合勤廳與吉他（台灣首演 朱莉亞尼的六首情歌）
- 2003   中和音樂藝術節，音樂饗宴，主持人，台北縣政府文化局
- 2004   樂音繚繞巴洛克 —大鍵琴‧吉他‧假聲男高音沙龍音樂會，曹永坤公館
- 2004   春蛙起鼓音樂會，吉他‧假聲男高音，台北市長官邸藝文沙龍
- 2004   浪漫情人節音樂會，吉他‧假聲男高音，台北市長官邸藝文沙龍
- 2005   B&W 揚聲器NEW 800鑽石系列發表音樂會，吉他‧ 假聲男高音，圓山大飯店‧金梅廳
- 2006   雙管齊下，茶與樂與書法的饗宴，丹霞灣社區元宵節活動策劃
- 2006   中山堂保壘廳沙龍音樂會，中山堂
- 2006   紫藤蘆音樂季系列音樂會，主持與策劃，器樂－法國號演奏家，黃義敦
- 2006   紫藤蘆音樂季系列音樂會，主持與策劃，人聲－假聲男高音，周文彬
- 2006   紫藤蘆音樂季系列音樂會，主持與策劃，作曲－蔡凌蕙，台北藝術大學作曲教授
- 2007   福華大飯店，專場音樂會12場

## 資料來源
1. ↑  《水墨韻筆視覺化形式之探討》：游宜群撰，碩士論文--國立臺灣師範大學美術研究所國畫創作組，李振明教授指導，2003年發表

## 外部參考
- 游宜群Xuite日誌 （页面存档备份，存于）
- 紅野畫廊網站相關介紹 （页面存档备份，存于）